# Skeppsbrott

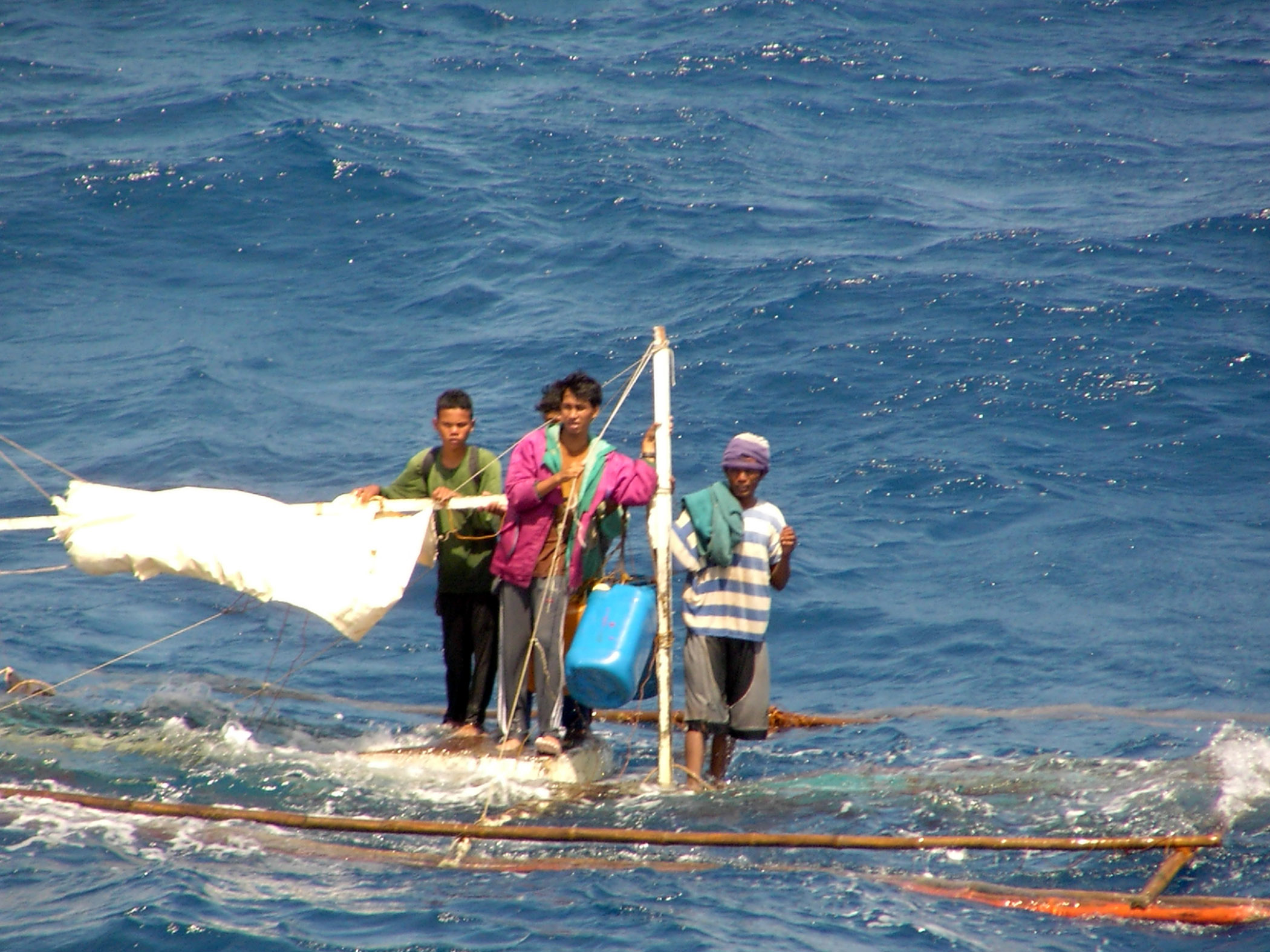
Filippinerna 2006: Fyra män står på det som återstår av deras båt och väntar på att räddas

Skeppsbrott innebär att ett fartyg förliser ute på vattnet och besättning och passagerare måste lämna fartyget. Båten kan gå på grund eller sjunka. Orsaken kan till exempel vara storm.